# نهال بذری

نهال بذری علف - گذشت زمان ۱۵۰ دقیقه

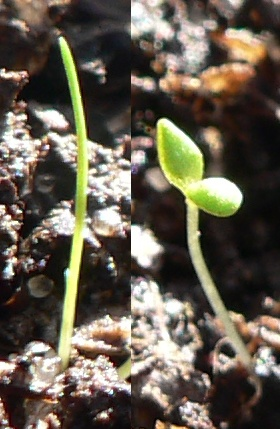

نهال بذری اسپوروفیت جوان گیاه است که از رویان یک بذر ایجاد می‌شود. ایجاد نهال بذری با جوانه زدن بذر شروع می‌شود.